# Baddi
Baddi es una ciudad y concejo municipal situada en el distrito de Solan,  en el estado de Himachal Pradesh (India). Su población es de 29911 habitantes (2011). 

## Demografía
Según el censo de 2011 la población de Baddi era de 29911 habitantes, de los cuales 19932 eran hombres y 10579 eran mujeres. Baddi tiene una tasa media de alfabetización del 94,90%, superior a la media estatal del 82,80%: la alfabetización masculina es del 97,27%, y la alfabetización femenina del 92,50%.